# 藤原泰通
藤原 泰通（ふじわら の やすみち）は、平安時代後期から鎌倉時代初期にかけての公卿。藤原北家中御門流、参議・藤原為通の子。官位は正二位・権大納言、按察使。大納言・藤原成通の猶子。

## 経歴
以下、『公卿補任』と『尊卑分脈』の内容に従って記述する。
- 久寿3年（1156年）1月6日、従五位下に叙せられる[1]。
- 保元元年（1156年）9月17日、侍従に任ぜられる[2]。
- 永暦元年（1160年）1月21日、阿波権介を兼ねる。
- 応保元年（1161年）10月19日、左少将に任ぜられる[3]。
- 応保2年（1162年）1月5日、従五位上に昇叙。
- 長寛2年（1164年）1月21日、美作介を兼ねる。同年11月16日、正五位下に昇叙。
- 永万2年（1166年）1月12日、従四位下に昇叙。
- 仁安3年（1168年）8月4日、従四位上に昇叙[4]。
- 仁安4年（1169年）1月11日、伊予介を兼ねる。
- 嘉応2年（1170年）1月5日、正四位下に昇叙[5]。
- 承安4年（1174年）12月1日、右中将に転任。
- 承安5年（1175年）1月22日、伊予介を兼ね左中将に遷る。
- 治承4年（1180年）1月28日、美作介を兼ねる。
- 養和元年（1181年）12月4日、蔵人頭に補される。
- 寿永2年（1183年）1月22日、参議に任ぜられる。左中将は元の如し。同年12月22日、従三位に叙せられる。
- 元暦元年（1184年）3月27日、讃岐権守を兼ねる。同年11月7日、近江権守に遷る。
- 文治2年（1186年）12月15日、権中納言に任ぜられる[6]。
- 文治3年（1187年）5月25日、勅授帯剣を許される。
- 文治5年（1189年）4月5日、正三位に昇叙。
- 建久2年（1191年）12月28日、従二位に昇叙。
- 建久4年（1193年）10月17日、復任する。
- 建久6年（1195年）11月10日、中納言に転正する[7]。
- 建久8年（1197年）1月30日、正二位に昇叙。
- 正治元年（1199年）6月22日、権大納言に転任[8]。同年12月16日、長仁親王の勅別当に補される。
- 建仁2年（1202年）7月23日、権大納言を辞退[9]。按察使に任ぜられる。同月26日、本座を許される。
- 承元2年（1208年）6月20日、出家。
- 承元4年（1210年）9月20日、薨去。享年64。

## 高倉天皇の近習
『禁秘抄』によれば、泰通は高倉天皇の近習であったという。

## 系譜
- 父：藤原為通
- 母：源師頼の娘
- 猶父：藤原成通
- 妻：藤原隆季娘
  - 男子：藤原経通
- 妻：藤原教良娘
- 生母不明の子女
  - 男子：藤原国通 - 権中納言
  - 男子：藤原朝通
  - 男子：藤原広通
  - 男子：覚愉
  - 男子：寛俊
  - 男子：道寛
  - 男子：信宗
  - 女子：藤原兼良室
  - 女子：正親町三条公氏室?
  - 女子：源経成室